# Cephalorhyncha
Cephalorhyncha és un gènere de cinorrincs dins de la família dels equinodèrids.

## Taxonomia
- Cephalorhyncha asiatica (Adrianov, 1989)[1]
- Cephalorhyncha liticola (Sørensen, 2008)[2]
- Cephalorhyncha nybakkeni (Higgins, 1986)[3]